# Гнутые профили
Гнутый профиль — профилированная металлическая заготовка, которой с помощью профилегибочных агрегатов задана определённая форма.
К гнутым профилям относят швеллеры и уголки (равнополочные и неравнополочные), зетовые и С-образные профили, специальные профили для вагоностроения, корытные профили, гофрированные профили, листовые профили с трапециевидным или волнообразным гофром.

## Производство
Производство гнутых профилей на профилегибочных агрегатах осуществляется двумя основными способами: непрерывным и поштучным.

## Строение
Полка гнутого профиля — плоский край гнутого профиля проката, ограниченный изгибом с одной стороны. Полки могут находиться с одной стороны по отношению к стенке профиля (например, в швеллере) или с разных сторон (например, в зетовом гнутом профиле). В отличие от полок, стенки ограничены изгибами с обеих сторон. В производстве называется фланец
Шейка гнутого профиля — часть гнутого профиля проката, окружённая с обеих сторон изгибами.

## Дефекты
К дефектам внешнего вида профиля относятся серповидность (искривление в горизонтальной плоскости), винтообразность, волнистость, изгиб концов, искажение формы поперечных сечений на концах. Среди геометрических дефектов гнутых профилей выделяют изменение размеров крайних участков профиля, недоформовку радиусов закруглений, несоответствие заданным углам, несоответствие размерам по ширине и длине.